# Картер, Кейт
Кейт Картер (англ. Keith Carter; род. 3 июня, 1948 года, Мадисон, Висконсин, США) — американский фотограф, педагог. С 2001 года профессор истории искусства в Университете Ламар, Бомонт, штат Техас.

## Биография и творчество
Кейт Картер родился в городе Мадисон, штат Висконсин, но его детство прошло в Бомонте, небольшом городе на востоке Техаса, у границы штата Луизиана. Его мать была профессиональным фотографом. Воспитывая детей без отца, она много работала, чтобы прокормить семью, фотографировала местных детей. В детстве Кейт любил наблюдать, как она печатает снимки, и вскоре сам увлёкся фотографией. Окончив колледж, он стал помогать матери. Со временем Кейт понял, что ему не хватает специального образования, и он принялся изучать книги и журналы по фотографии. В 1970-х Картер начал коммерческую деятельность. Однажды он посетил Музей современного искусства в Нью-Йорке, после чего кардинально поменял направление в фотографии. С этого момента она у него стала исключительно художественной. Картер решил посвятить себя созданию фотопортрета американского Юга, его людей, природных и городских ландшафтов, но главное — его «таинственной духовности». В одном из интервью он сказал:
«Я стараюсь создать диалог с жизнью. Хочу понять, что такое человек… и зафиксировать на плёнке тайну человеческого духа».
Основными компонентами его творчества становятся тайна и метафора: он вроде бы фотографирует обычных людей и животных, самые заурядные предметы, ничем не примечательные ландшафты, но на его снимках они оживают, приобретают значительность. Используя селективный фокус, чтобы выделить жест, человека или место, Картер создаёт изображения объектов уникальным образом, необычным для современных мастеров. Это видно даже на снимках таких «шаблонных» для фотографов достопримечательностей и сюжетов, как Эйфелева башня, Нотр-Дам, гондольеры Венеции или сады Тюильри.
Журнал The Los Angeles Times однажды назвал Кейта Картера «поэтом банальности», имея в виду, конечно же, не результат его творчества, а исходный материал, из которого он «лепит» свои произведения. В создании своих шедевров он идёт не от реальности к фотографии, как это обычно бывает, а как бы наоборот.
«Я, как правило, работаю в обратном направлении, — раскрывает мастер секрет своего успеха. — Я придумываю заголовок, а потом делаю множество различных фотографий. Я называю их портретами, но это может быть спальня или висящая на нитке английская булавка, собака или предмет из церковной утвари. Я пытаюсь соединить все эти предметы вместе, совместить их психологически и визуально».
Фотографическая карьера Кейта Картера развивалась вполне успешно. В 1988 году он выпустил свою первую книгу, вслед за ней последовали другие. Издав книги «Holding Venus» и «Ezekiel’s Horse», Картер занял своё место в истории современной фотографии. Всего он выпустил около десяти фотоальбомов, участвовал во множестве выставок в Америке и в других странах, много ездил по Европе, посетив, в частности, Италию, Францию, Уэльс. В настоящее время он один из самых авторитетных американских фотохудожников. Его фотографии включены в постоянные коллекции ведущих художественных музеев. Помимо этого, Кейт Картер ведёт активную преподавательскую деятельность.

## Изданные монографии
- From Uncertain to Blue (1988).
- The Blue Man (1990).
- Mojo (1992) ISBN 978-0-89263-335-7.
- Heaven of Animals (1995).
- Bones (1996) ISBN 978-0-8118-1282-5.
- Keith Carter Photographs — 25 Years (1997) ISBN 978-0-292-71195-2.
- Holding Venus (2000) ISBN 978-1-892041-24-1.
- Ezekil’s Horse (2000) ISBN 978-0-292-71229-4.
- Two Spirits: Keith Carter and Mauro Fiorese (2002) ISBN 978-88-370-2017-0.
- Opera Nuda (2006) ISBN 978-1-888899-25-2.
- Dream of A PLACE of Dreams (с Мауро Фьорезе, 2008) ISBN 978-88-902023-7-7.
- A Certain Alchemy (2008) ISBN 978-0-292-71908-8.
- Firefiles: Photographs of Children (2009) ISBN 0-292-72182-X.
- Uncertain to Blue (2012, переиздание).

## Награды
- Lange-Taylor Prize (1991, The Center for Documentary Studies at Duke University).
- Distinguished Faculty Lecturer Award (1998, Lamar University).
- University Professor Award (1998, Lamar University).
- Distinguished alumni Award (2004, Lamar University).
- Power or the Image Award (2005, The Light Factory).
- PhotoVision Award (2007, Photographic Center Northwest).
- Artist of the Year (2009, Art League Houston).
- Texas Medal of Arts (2009, Texas Cultural Trust).